# Liste der Naturdenkmale in der Stadt Neumünster
Die Liste der Naturdenkmale in der Stadt Neumünster enthält die Naturdenkmale der kreisfreien Stadt Neumünster in Schleswig-Holstein.
Link zu einem Kartenansichtstool (u. a. um Koordinaten zu setzen)

| Bild            | Bezeichnung                                               | Ort                     | Lage                             | Beschreibung | Datum | Nummer |
| --------------- | --------------------------------------------------------- | ----------------------- | -------------------------------- | ------------ | ----- | ------ |
| Fotos hochladen | Stieleiche (Quercus robur)                                | Seekamp 31              | (54° 7′ 53″ N, 9° 59′ 25,7″ O)   |              |       |        |
| BW              | Stieleiche (Quercus robur)                                | Seekamp 33              | (54° 7′ 52,4″ N, 9° 59′ 24,8″ O) |              |       |        |
| Fotos hochladen | Stieleiche (Quercus robur)                                | Kleinflecken            | (54° 4′ 16,2″ N, 9° 58′ 55,8″ O) |              |       |        |
| BW              | 2-stämmige Rotbuche (Fagus sylvatica)                     | Caspar-von-Saldern-Park | (54° 4′ 1,4″ N, 9° 59′ 23,1″ O)  |              |       |        |
| Fotos hochladen | Blutbuche, auch Purpurbuche (Fagus sylvatica f. purpurea) | Caspar-von-Saldern-Park | (54° 4′ 3,2″ N, 9° 59′ 27,1″ O)  |              |       |        |
| Fotos hochladen | Stieleiche (Quercus robur)                                | Kälberweg 8             | (54° 3′ 0,7″ N, 9° 57′ 59,7″ O)  |              |       |        |